# Thomas Jefferson (atleta)
Thomas Jefferson (Cleveland (Ohio), Estados Unidos, 8 de junio de 1962) es un atleta estadounidense retirado, especializado en la prueba de 200 m en la que llegó a ser medallista de bronce olímpico en 1984.

## Carrera deportiva
En los JJ. OO. de Los Ángeles 1984 ganó la medalla de bronce en los 200 metros, con un tiempo de 20.26 segundos, tras sus compatriotas los también estadounidenses Carl Lewis que batió el récord olímpico con 19.80 segundos, y Kirk Baptiste.